# 조너선 사도스키
조너선 서다우스키(Jonathan Sadowski, 1979년 11월 31일 ~ )는 미국의 배우이다.

## 출연 작품

### 영화
- 쉬즈 더 맨 (2006)
- 다이 하드 4.0 (2007)
- 스프링 브레이크다운 (2007, Spring Breakdown)
- 더 굿: 리브 하드, 셀 하드 (2009)
- 13일의 금요일 (2009)
- 체르노빌 다이어리 (2012)
- All Relative (2014)
- Axis (2017)
- 데빌 빌로우 (2021)

### 텔레비전
- 터미네이터: 사라 코너 연대기 (2008)
- Up Close With Carrie Keagan (2009)
- 마이 대드 세즈 (2010-11, $h*! My Dad Says)
- 영 앤 헝그리 (2014-18)